# Royal New South Wales Regiment
The Royal New South Wales Regiment est un régiment d'infanterie de la réserve de l'Australian Army. Il est basé dans l'État de Nouvelle-Galles du Sud (New South Wales en anglais). Il comprend quatre bataillons. Le régiment a été fondé en 1960 par la fusion de tous les bataillons d'infanterie de la Citizen's Military Force en Nouvelle-Galles du Sud. Au cours de son histoire, la lignée du régiment a reçu un total de 117 honneurs de bataille.

## Jumelages
- Canada - The Royal Newfoundland Regiment
- Royaume-Uni - Royal Marines
- Royaume-Uni - 3e bataillon, The Black Watch
- Royaume-Uni - 5e bataillon, The Argyll and Sutherland Highlanders
- Royaume-Uni - Princess of Wales's Royal Regiment
- Royaume-Uni - Royal Welsh
- Royaume-Uni - The Rifles

## Annexe